# Conquering the Woman
Conquering the Woman er en amerikansk stumfilm fra 1922 af King Vidor.

## Medvirkende
- Florence Vidor som Judith Stafford
- Bert Sprotte som Tobias Stafford
- Mathilde Brundage som Sophia
- David Butler som Larry Saunders
- Roscoe Karns som Shorty Thompson
- Peter Burke som Henri de Marcellus
- Harry Todd som Sandy MacTavish